# I. e. 73
Évszázadok: i. e. 2. század – i. e. 1. század – 1. század
Évtizedek: i. e. 120-as évek – i. e. 110-es évek – i. e. 100-as évek – i. e. 90-es évek – i. e. 80-as évek – i. e. 70-es évek – i. e. 60-as évek – i. e. 50-es évek – i. e. 40-es évek – i. e. 30-as évek – i. e. 20-as évek
Évek: i. e. 78 – i. e. 77 – i. e. 76 – i. e. 75 –  i. e. 74 – i. e. 73 – i. e. 72 – i. e. 71 – i. e. 70 – i. e. 69 – i. e. 68

## Események

### Róma
- Caius Cassius Longinust és Marcus Terentius Varro Lucullust választják consulnak.
- A harmadik mithridatészi háborúban VI. Mithridatész pontoszi király sorra foglalja el a római fennhatóságú kis-ázsiai városokat, Nicaeát, Lampsacust, Nicomediát; csak Cysicus tart ki, amelyet ostrom alá vesz. Lucullus északról megindul felé, de útját állja a pontoszi zsoldba szegődött római lázadó, Marcus Marius. Lucullus kerüli a csatát és Marius kénytelen visszavonulni, mert elfogynak a készletei. Lucullus csapdába ejti Mithridatészt a cysicusi félszigeten és előbb az elvonuló pontoszi lovasságot, majd a menekülő hadsereget veri meg. Mithridatész állítólag 300 ezres seregéből csak 20 ezer marad.
- A sertoriusi háborúban a Galliában telelő Pompeius visszatér Hispaniába és sorra foglalja el a keltibérek városait (Pallantiát, Cluniát és Uxamát). Sertorius elveszti az őslakosság támogatását és jelentős területeket veszít.
- A campaniai Capuában Spartacus vezetésével fellázadnak a gladiátorok. Mintegy 70 gladiátor megszökik és a Vezúv lejtőin találnak menedéket. A környék rabszolgái tömegesen csatlakoznak hozzájuk. Kitör a harmadik rabszolgaháború.
- Lucius Sergius Catilinát azzal vádolják, hogy egy Vesta-szűzzel paráználkodott. A halálbüntetéssel járó vétség vádja alól a bíróság felmenti.

### India
- A Sunga Birodalom királyát, Dévabhutit királyt minisztere, Vaszudéva Kanva meggyilkolja és elfoglalja a trónt. A Sunga-dinasztia kihal, a Kanva Birodalom veszi át a helyét.

## Születések
- Nagy Heródes, júdeai király

## Fordítás
- Ez a szócikk részben vagy egészben  a(z)   73 av. J.-C. című francia Wikipédia-szócikk ezen változatának fordításán alapul.  Az eredeti cikk szerkesztőit annak laptörténete sorolja fel. Ez a jelzés csupán a megfogalmazás eredetét és a szerzői jogokat jelzi, nem szolgál a cikkben szereplő információk forrásmegjelöléseként.